# Maximiliano Herrera
Néstor Maximiliano Herrera (San Juan, Argentina, 26 de enero de 1986) es un futbolista argentino. Juega de defensor y su primer equipo fue San Martín de San Juan. Actualmente se desempeña en Colón Juniors del Torneo Federal B.

## Clubes
| Club                        | País      | Año           |
| --------------------------- | --------- | ------------- |
| San Martín de San Juan      | Argentina | 2006 - 2009   |
| Unión de Villa Krause       | Argentina | 2009 - 2010   |
| Unión de Mar del Plata      | Argentina | 2010 - 2011   |
| Olmedo                      | Ecuador   | 2012          |
| Juventud Antoniana de Salta | Argentina | 2012 - 2013   |
| Estudiantes de San Luis     | Argentina | 2013 - 2015   |
| Real Potosí                 | Bolivia   | 2015          |
| Colegiales                  | Argentina | 2016          |
| Rivadavia de Venado Tuerto  | Argentina | 2016          |
| Colón Juniors               | Argentina | 2017-presente |

## Palmarés
| Título         | Club                    | País      | Año  |
| -------------- | ----------------------- | --------- | ---- |
| Federal A 2014 | Estudiantes de San Luis | Argentina | 2013 |